# Mimosa oligophylla
Mimosa oligophylla är en ärtväxtart som beskrevs av Marc Micheli. Mimosa oligophylla ingår i släktet mimosor, och familjen ärtväxter.

## Underarter
Arten delas in i följande underarter:
- M. o. oligophylla
- M. o. pilosula